# Nearchaster yodomiensis
Nearchaster yodomiensis är en sjöstjärneart som först beskrevs av Shoji Goto 1914.  Nearchaster yodomiensis ingår i släktet Nearchaster och familjen nålsjöstjärnor. Inga underarter finns listade i Catalogue of Life.